# Delphine (roman)
Pour les articles homonymes, voir Delphine.
Delphine est le premier roman de Madame de Staël, publié en 1802. Écrit sous forme épistolaire, ce roman examine les limites de la liberté des femmes dans une société aristocratique. Bien qu'elle se soit défendue d'avoir eu des visées politiques, Napoléon Bonaparte en jugea autrement et décida d'exiler son auteur de Paris.

## Genèse

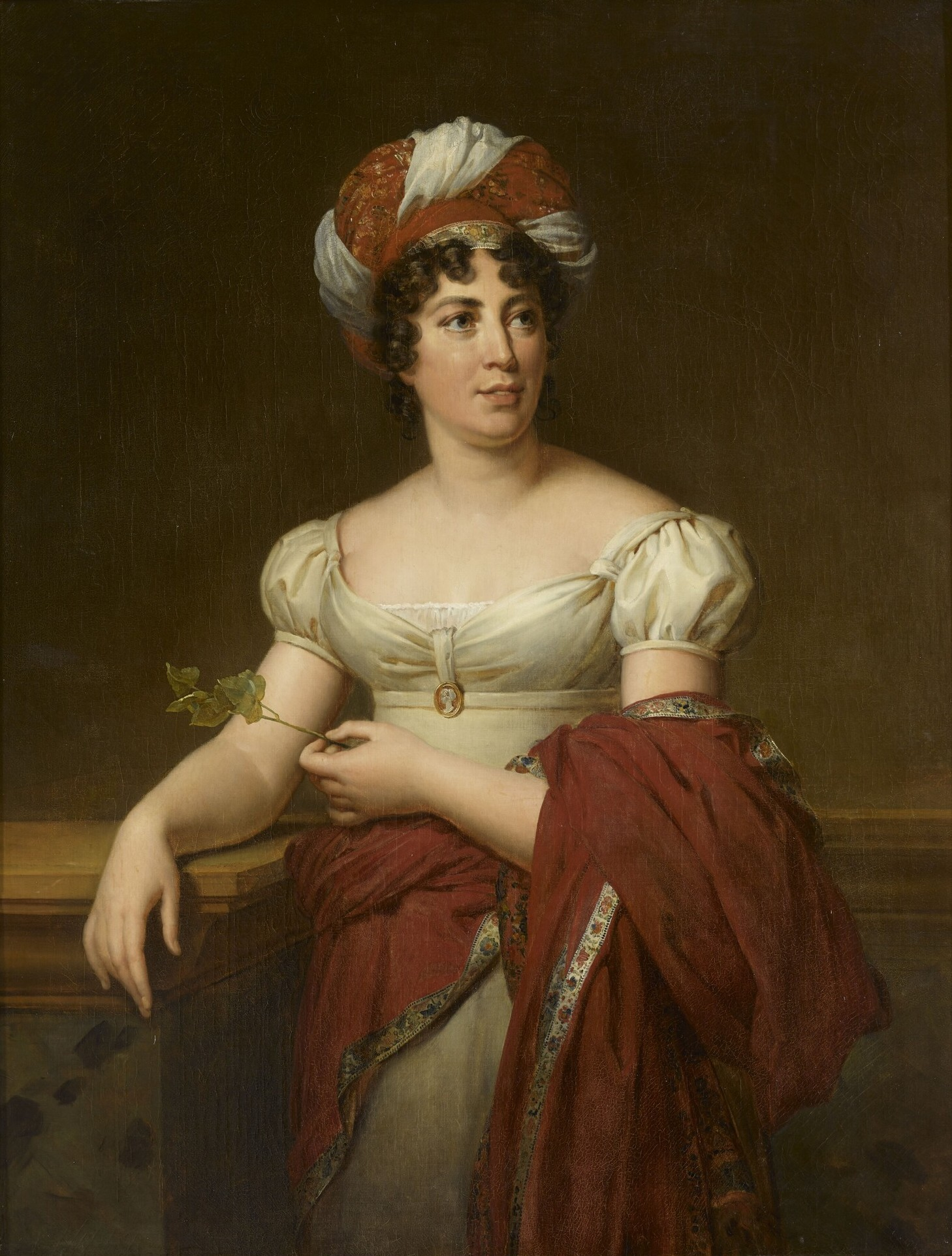
Madame de Staël vers 1810, par Marie-Éléonore Godefroid d'après Gérard.

Dans De la littérature dans ses rapports avec les institutions sociales, un essai à la fois littéraire et politique publié en 1800, Madame de Staël examine l'histoire de la littérature en fonction des contextes politiques, et défend les idées des Lumières, une opinion qui déplaît fortement à Napoléon ; par ailleurs, le Premier Consul se méfie des nombreuses relations politiques de Madame de Staël et la soupçonne d'être une opposante. La publication de Delphine en 1802 n'arrange pas les choses, et vaudra même à Madame de Staël l'exil de Paris, dont elle devra rester éloignée d'au moins quarante lieues.
Elle affirme ne plus vouloir s'occuper de politique quand elle publie Delphine ; pourtant, ce roman qu'elle dédie à « la France silencieuse » évoque explicitement la condition féminine de l'époque, mais aussi des questions politiques et sociales d'actualité comme le protestantisme, le libéralisme politique ou l'émigration,. 
Elle place son ouvrage comme héritage de Richardson, en ce qu'il s'agit de donner au roman « un but véritablement moral ».

## Résumé
L'histoire se déroule à Paris entre 1789 et 1792. Delphine, une jeune veuve, arrange le mariage d'une de ses parentes éloignées, Matilde de Vernon, avec Léonce de Mondoville. Cependant elle tombe amoureuse de Léonce, un amour condamné par les convenances de l'époque. L'histoire se termine de manière tragique par le suicide de Delphine.

## Personnages principaux
- Delphine d'Albémar, l'héroïne du roman. Veuve de M. d'Albémar, elle est riche, généreuse et intelligente et souhaite faire le bonheur de ceux qui l'entourent[2]. C'est pour cela qu'elle arrange le mariage de Matilde de Vernon avec Léonce de Mondoville. Elle affirme accorder plus d'importance à son devoir de faire ce qui est juste qu'à l'opinion publique et au « qu'en-dira-t-on », mais quand elle tombe amoureuse de Léonce, elle se retrouve déchirée entre les deux et finit par se suicider[5].
- Matilde de Vernon, cousine éloignée et amie de Delphine. Elle représente un des principaux contrastes avec Delphine car, contrairement à cette dernière, elle est bigote, discrète et d'un caractère apparemment sec, sous lequel finit cependant par transparaître son amour pour Léonce[6].
- Madame de Vernon, mère de Matilde, une femme d'apparence agréable, mais rusée et intéressée. Son caractère est cependant expliqué par son mariage désastreux avec M. de Vernon[7].
- Léonce de Mondoville, nouvel époux de Matilde, un jeune homme très beau et présenté comme un caractère noble, mais soucieux à l'extrême de l'opinion publique et de l'image de sa famille ; il est capable de tout sacrifier à l'honneur, y compris sa propre vie.

## Procédés romanesques
Le roman est construit sur une tonalité pathétique entretenue par des malentendus subis par l'héroïne. Il est aussi coloré par une esthétique théâtrale par le truchement de conversations rapportés avec précisions et détails. Enfin, il est le lieu de dissertations morales ou religieuses sur les devoirs sociaux ou sur le déisme de Mathilde. 

## Accueil et critiques

### Critiques

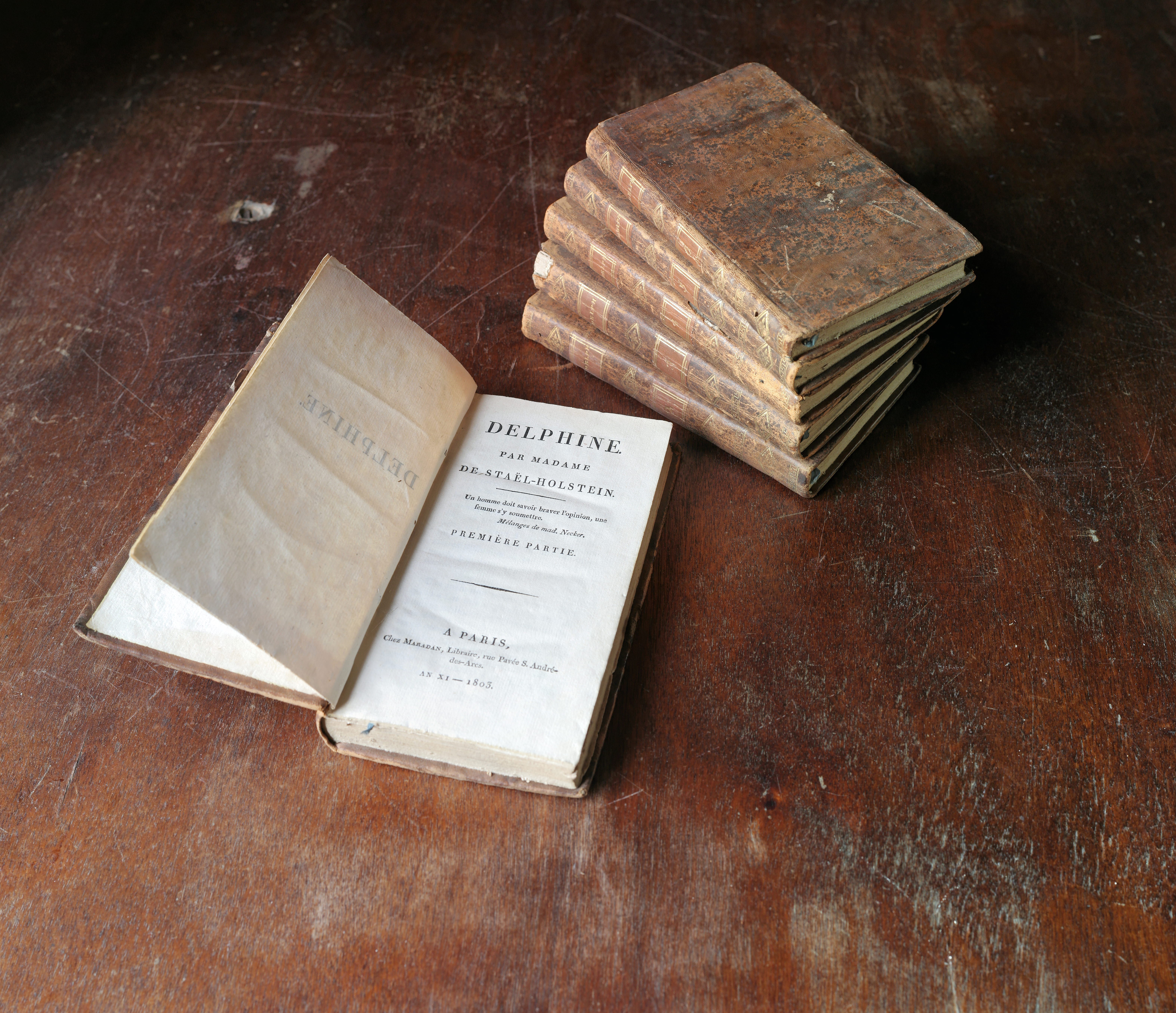
Delphine, édition de 1803 en 6 volumes.

La publication de Delphine provoque de vives réactions de la part des journalistes. Joseph Fiévée, par ailleurs correspondant secret de Napoléon, critique violemment les idées féministes du roman dans le Mercure de France :
« Delphine (...) est une tête exaltée ; (...) elle est philosophe et déiste, et, ce qui est pis, elle est si bavarde, qu'elle parle toujours la première. Parler est pour elle le bonheur suprême (...) Ce caractère existe, et Madame de Staël a pu le peindre ; mais elle a eu tort de croire qu'une femme pareille inspirerait de l'intérêt. »
Pierre-Louis Roederer juge l'héroïne « indécente » et ajoute à propos de son attirance pour Léonce de Mondoville : « Une femme qui se laisse approcher ainsi est déjà souillée, l'adultère est là, dans l'embrasement de deux imaginations qui ne peuvent plus s'attacher à aucun devoir, ni tenir dans aucune vertu (...) ». Il s'indigne aussi que la question de l'amour physique soit posée « tout crûment entre les deux amants » bien que le roman ne montre aucune scène d'amour charnel.
Cependant d'autres journalistes défendent avec entêtement le roman. Ainsi, Pierre-Louis Ginguené fait ressortir les aspects positifs du caractère de Delphine dans la Décade philosophique :
« Ce caractère de Delphine est certainement l'un des plus beaux qu'offrent les meilleurs romans modernes (...) Tous ses sentiments sont purs, toutes ses affections sont nobles ; tous ses mouvements partent d'une âme ardente pour le bien, que ne peut ni refroidir, ni même atteindre le plus léger soupçon du mal (...) un être qui souffre, un malheur qu'elle peut soulager l'attirent invinciblement, comme l'intérêt ou le plaisir attirent les âmes vulgaires. »
Benjamin Constant s'en prend aux critiques de Delphine en écrivant dans le Citoyen français :
« Les uns ont savamment disserté sur les défauts et les invraisemblances du roman de Delphine ; d'autres ont fait écrire des lettres à de prétendus philosophes, lettres bien innocentes sans doute, puisqu'en les prêtant à des philosophes, ils ont eu l'attention de n'y mettre ni esprit ni philosophie ; enfin on s'en est pris au sexe de l'auteur, à son pays, à sa famille. Tout cela, comme on voit, est très décent, très charitable, et surtout extrêmement chrétien. »

### Parodies
Quelques parodies féroces de Delphine sont publiées par différents auteurs, comme Delphinette ou le mépris de l'opinion par un certain J.-B. Dubois, Delphine ou l'opinion de Dupaty ou Colombine, philosophe soi-disant de Jean-Baptiste Radet, où Delphine est décrite ironiquement.

### Quelques réflexions sur le but moral de Delphine
Face aux critiques, Madame de Staël réagit en publiant Quelques réflexions sur le but moral de Delphine où elle cherche à justifier le but de son ouvrage. Elle écrit également une nouvelle fin, où Delphine meurt de « langueur » et où Léonce se fait tuer dans une bataille en Vendée. Cependant elle refuse de publier cette nouvelle fin qu'elle juge édulcorée, et ce n'est qu'après sa mort que cette nouvelle fin remplace la première dans l'édition de ses Œuvres complètes par ses enfants.